# Maladies du squelette
Les maladies du squelette peuvent être classées selon leur origine ou bien selon le résultat au niveau de l'os.

## Décalcifications
- ostéoporose
- ostéomalacie
- rachitisme
- ostèose parathyroïdienne
- algodystrophie (ou ostéoporose algique ou syndrome douloureux régional complexe)

## Tumeurs osseuses
- bénignes
  - ostéome
  - enchondrome
  - ostéochondrome
  - chondroblastome bénin
  - fibrome chondromyxoïde
  - fibrome non ostéogénique
  - tumeur bénigne à cellules géantes
  - angiome
  - kyste solitaire des os
  - kyste anévrysmal des os
- malignes
  - ostéosarcome
  - fibrosarcome
  - sarcome d'Ewing
  - réticulosarcome
  - chordome
  - métastases
- hémopathies
  - myélome (Kahler)
  - maladie de Hodgkin
  - leucémies
  - splénomégalie myéloïde
- dysplasies
  - dysplasie fibreuse des os
  - maladie de Recklinghausen 
  - histiocytose X
  - sarcoïdose

## densifications osseuses
- maladie de Paget
- maladie d'Albert Schoenberg
- pycnodysostose
- ostéose iliaque condensante
- sclérose opacifiante isolée d'une vertèbre
- ostéoscléroses toxiques
  - fluor
  - plomb
  - bismuth
  - phosphore
- osteosclérose par hypoparathyroïdie
- osteosclérose par insuffisance rénale chronique
- hyperostoses

## ostéites infectieuses
- ostéomyélite staphylococcique
- ostéite tuberculeuse
  - mal de Pott
  - spina ventosa
  - tumeur blanche du genou
- ostéite syphilitique
  - ostéochondrite syphilitique
  - maladie de Parrot

## nécroses
- ostéonécrose
- ostéochondrite
- ostéonécrose de la tête fémorale primitive
- ostéonécrose de la tête fémorale secondaire

## troubles de la croissance squelettique
- insuffisance thyroïdienne
- maladie de Cushing
- chondrodystrophies
  - maladie exostosante
  - achondroplasie
  - dysplasie polyépiphysaire

## autres
- maladie de Hurler
- maladie de Morquio
- maladie d'Ehlers Danlos
- maladie de Marfan
- maladie de Lobstein